# Neotamias cinereicollis
Tamias cinereicollis (сірокомірний бурундук) — вид гризунів родини Sciuridae, що є ендеміком Аризони та Нью-Мексико в США. Зустрічається в соснових і ялицево-смерекових лісах, часто до смуги лісів. Найчастіше він зустрічається там, де змішуються сосна і ялиця Дугласа, а також у дубових і ялівцевих лісах.

## Опис
Сірокомірний бурундук виростає до загальної довжини близько 225 мм, включаючи хвіст довжиною близько 98 мм. Лоб сірувато-коричневий, а по боках голови є три темні смуги, центральна з яких проходить через око. Вони розділені білими смугами. Щоки, шия, плечі, верхня частина спини і хвіст сірі. Решта верхньої поверхні тіла жовтувато-бура з п'ятьма чорними або темно-бурими смугами на спині та боках, хоча зовнішню пару смуг може бути важко розрізнити. Нижня частина тіла блідо-жовтувато-коричнева. Хвіст зверху чорний, знизу кремово-білий, обидві поверхні з відтінком бурого. Лапи рожево-бурі. Сіре обличчя й комір відрізняють цей вид від інших представників роду Neotamias.

## Поведінка
Сірокомірний бурундук добре лазить і живе як на деревах, так і на землі. Зустрічається на галявинах і узліссях, а також у густому лісі. Він досить полохливий і при тривозі відступає в укриття, але коли його не турбують, часто сидить на пні або поваленому дереві, обережно розмахуючи хвостом з боку в бік і видаючи звуки "чак-чак-чак-чак". Тривожним сигналом є швидко повторюване, високе "чіппер". Живиться переважно жолудями, ялицевими шишками, ягодами та насінням рослин, але також споживає бульби і коріння, плодові тіла грибів, зелену рослинну масу та зрідка комах. Більшість їжі ховає в норах і щілинах для подальшого використання.
Розмноження відбувається наприкінці весни та на початку літа. Гніздо влаштовується в прихованому місці під колодою або каменем, серед коріння дерев або в дуплі дерева. Воно має форму кулі і вистелене стеблами трав і бур'янів. Приплід з п'яти малят народжується після періоду вагітності, що триває близько тридцяти днів. Малюків відлучають від грудей у віці сорока днів або пізніше. Взимку сірий бурундук іноді впадає в сплячку, але в інший час він активний, навіть у снігову погоду. У негоду він може залишатися в гнізді, використовуючи запаси їжі.